# 岡田小八郎 (初代)
岡田小八郎 (初代)（おかだ こはちろう、元禄11年（1698年）頃 - 宝暦13年9月（1763年10月））は、江戸時代中期の近江商人。岡田八十次家の分家として岡田小八郎家を興す。剛毅で正直な商人として評判を得て、名古屋店は同地最大の大店になる。屋号は本家と同じ『松前屋』。

## 生涯
初代小八郎は元禄16年（1703年）頃、蝦夷地で数か所の漁場を請負う（場所請負制）近江蒲生郡八幡（現滋賀県近江八幡市）の大店岡田八十次家の第4代当主弥三右衛門玄正の子として生まれ、法号を玄慶、諱を治與と称した。宝永7年3月（1710年4月）父玄正が逝去し、以降兄である岡田八十次家第5代弥三右衛門秀悦（通称清八）に商売を教わり、兄の片腕として松前と近江を往復し、享保4年（1719年）松前大火により店が焼失した際は復興に力を注いだ。その後享保9年（1724年）京において大病に罹り2〜3年の間養生に務めたと伝えられる。病気回復後30歳の時に最後の松前渡航を行った。
小八郎玄慶がいつ分家を許されたのか資料上不明であるが、これ以前に絶家した岡田八十次家分家岡田弥三兵衛家の後嗣として分家が行われたと言う。小八郎は30代で主に房総方面で煎海鼠を仕入れ、九州長崎で中国商人に卸す商いを始めた。また、享保15年10月（1730年11月）には、兄弥三右衛門秀悦より元手を借り尾張名古屋へ出店を行った。名古屋出店は親戚である3代西川傳右衛門より共同での出店を持ちかけられたもので、同年11月（同年12月）名古屋本町1丁目に店を借り開店した。享保17年（1732年）本町2丁目に移転し呉服店として出直した。延享元年（1744年）には西川家との共同経営は解消され、小八郎単独経営の店となった。
なお、宝永4年（1707年）江戸の現金切り売りを商いの手段とした『越後屋』三井家（現三越）出店の際、地元呉服業者は藩に訴え強制退去させた。享保9年（1724年）に出店した『大丸屋』下村家と呉服商として出直した『松前屋』岡田小八郎家は共に三井家同様に正札現金切り売りに徹し、薄利多売を旨とした商いを行った。この結果、三井家の時と同様に地元業者は『大丸屋』『松前屋』の排斥を藩に訴えたが、藩は両家の存続を認め、地元業者の訴えを退けた。これ以降下村・岡田両家は名字帯刀を許され、幕末まで藩の勝手方御用を務め、藩の御用金調達に協力を行った。その功により、宅地諸役負担は免除された。なお、大廈高楼が軒を連ねる本町筋において『松前屋』は最も豪壮な建物との評判もあり、連日盛況であったと伝えられ、名古屋地場の『信濃屋』・『松坂屋』伊東家・『内田屋』と肩を並べる富豪となった。又、呉服商としても『松坂屋』・『十一屋』・『大丸屋』・『松前屋』4家の中でも『松前屋』は郡を抜く存在となった。
初代小八郎秀悦の剛毅で正直な姿勢については以下の逸話が残されている。
- 小八郎が鹿児島への持ち下り商いを行い、親しくなり囲碁の好敵手となった薩摩藩士とそれぞれ望みの物を賭けて勝負することとなった。勝負は乱戦の後、小八郎が漸く勝つことが出来た。小八郎は庭の大きな石を貰い受けることになったが、負けた藩士は『大きな石を近江まで持ち帰っては費用ばかりかさみ損をする。きっと代りに金を取りにくるに違いない。』と思っていた。ところが、小八郎は約束通りに大石を取りに来て近江に運んだ。藩士は小八郎の剛毅さと正直さを愛で、藩内に小八郎を紹介し、小八郎もその紹介によりよく商いを行うことができた。

その後、小八郎家は本家をも凌ぎ、文政年間の末（1829年）には近江八幡の筆頭豪商灰屋梅村甚兵衛家と並ぶ存在となった。初代小八郎秀悦は宝暦3年9月（1763年10月）死去した。なお、小八郎は61歳で没したとする資料があり、この場合は生年が元禄16年（1703年）頃、又は没年が宝暦8年（1758年）頃となる。なお後嗣には、近江栗太郡下物村（現草津市下物町）の郷士久松恵雲の子閑斉を娘婿とし、2代小八郎とした。